# Heinrich von Lüdemann

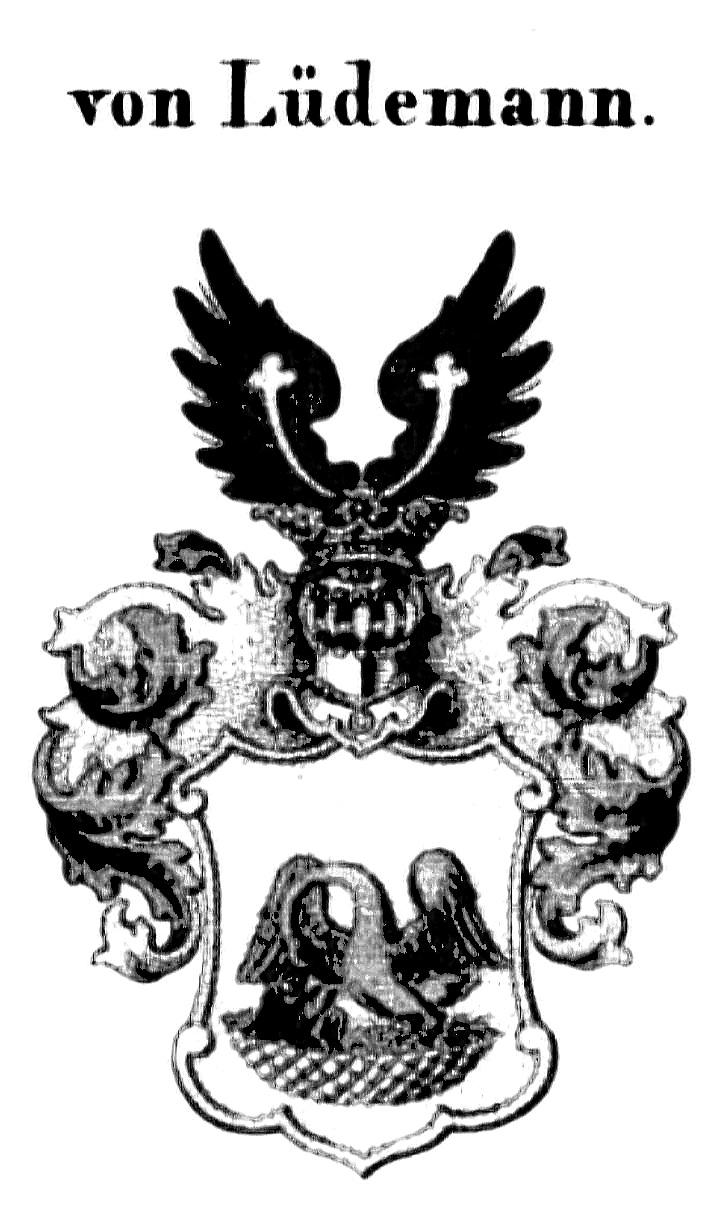
Familienwappen derer von Lüdemann (1798 dem Vater bei Nobilitierung verliehen)

Heinrich von Lüdemann (* 1798) war ein deutscher Verwaltungsbeamter und von 1835 bis 1843 Bürgermeister der Stadt Bochum. Anschließend übernahm er die Verwaltung der Landgemeinden des Amtes Bochum, wurde jedoch 1844 abgesetzt.

## Familie
Lüdemann war ein Sohn des am 6. Juli 1798 bei der Huldigung zu Breslau von König Friedrich Wilhelm III. von Preußen in den Adelsstand erhobenen Kammerdirektors, damaligen Kriegs- und Domänenrats zu Küstrin, Friedrich Wilhelm Lüdemann, der auch Rittergutsbesitzer war, 1765 im pommerschen Köslin geboren wurde und am 20. Dezember 1813 starb. Dessen Eltern waren der Kriegs- und Domänenrat Johann George Ludwig Lüdemann (1736–1805) und eine geborene Hannemann (um 1740–1804). Verheiratet war Heinrichs Vater ab 1795 mit Catharina Elisabeth Henriette (* 1779), der einzigen Tochter des Küstriner Regierungsrates Johann George Albrecht Bacmeister (1747–1795), Sohn des George Albrecht Bacmeister (1702–1785), Regierungsrats in Aurich, mithin der Cousine des Georg Albrecht Jhering (1779–1825), Verwaltungsjuristen in Ostfriesland. Heinrichs Bruder Georg Wilhelm von Lüdemann wurde am 15. Mai 1796 geboren und war Schriftsteller sowie 1843 Polizeidirektor zu Aachen.
Ob der 1844 bei der Militäraushebung nicht erschienene wehrdienstpflichtige Wilhelm Carl August von Lüdemann, geboren zu Düsseldorf den 27. Mai 1822, der daher 1845 polizeilich gesucht wurde sowie bei fortgesetztem Ausbleibens zur Dienstmeldung die beschlossene Konfiszierung des Vermögens amtlich bekanntgegeben wurde, ein Sohn oder Neffe war, steht dahin. 1857 wurde in Münster der Unteroffizier a. D. von Lüdemann im März als interimistischer Kasernen-Inspektor angestellt und im Oktober zum Kasernen-Inspektor ernannt. 1865 wurde Kasernen-Inspektor von Lüdemann von Münster nach Torgau versetzt. 1867 wurde er von dort nach Oldesloe versetzt. wo er 1870 vom Kasernen-Inspektor zum Garnison-Verwaltungs-Inspektor ernannt wurde.
Eine Verwandtschaft zu der 1785 in Köslin geborenen Johanne Karoline Wilhelmine Lüdemann († 1827 in Saarlouis), ab 1810 Ehefrau des Generalmajors Wilhelm von der Osten-Sacken (1769–1846) und Mutter des Generalleutnants Leo von der Osten-Sacken (1811–1895) ist wahrscheinlich, da Lüdemanns 1798 nobilitierter Vater aus Köslin stammte. Gleiches gilt für Friederike Dorothea Lüdemann (* Köslin 7. September 1767, † Berlin 24. September 1840), ab 1787 zweite Ehefrau des nachmaligen Generalleutnants Wilhelm von Zastrow (1752–1830).

## Leben und Wirken
Von Lüdemann war zuerst Bürgermeister in Herscheid. Vom 15. März 1835 bis 1843 war er dann Bürgermeister von Bochum. Mit der Einführung einer neuen Städteordnung wurde die Verwaltung von Stadt und Landgemeinden im Jahr 1843 getrennt. Er beendete sein Bürgermeisteramt. Als Dank bekam er beim Abschied von der Stadt einen silbernen Becher geschenkt. Sein Nachfolger wurde  Max Greve, der vorher in Castrop als Oberlandesgerichts-Referendar tätig war.
Von Lüdemann übernahm die Verwaltung der Landgemeinden des Amtes Bochum. Allerdings wurde er schon 1844 abgesetzt. Die Absetzung erfolgte wegen Unterschlagungen bei den Militäraushebungen im Jahr 1843. Infolgedessen wurde ihm auch gerichtlich der Adelsstand aberkannt. Die Adelsaberkennung erfolgte durch Urteil des Oberlandesgerichts Hamm am 21. Januar 1845 bzw. des Oberlandesgerichts Münster am 7. Oktober 1845 und wurde am 10. März 1846 öffentlich bekanntgegeben. Bei der Amtsübergabe hatte er sich auch geweigert, aus der städtischen Dienstwohnung auszuziehen, wodurch der Stadt und seinem Nachfolger Max Greve ein finanzieller Schaden entstand. Weiterhin verlor er 1849 einen Prozess wegen Gehaltsforderungen gegen die Stadt Bochum. 1854 ließ das Kreisgericht Münster wegen Betrugs steckbrieflich nach ihm suchen.

## Wappen
In der Blasonierung von 1857 des dem Vater 1798 bei der Nobilitierung verliehenen adeligen Familienwappens steht geschrieben: „Im goldenen Schilde ein in seinem frei schwebenden Neste stehender, der rechten Seite zugekehrter, blauer Pelican, welcher seine drei Jungen nährt. Auf dem Schilde steht ein gekrönter Helm, welcher einen offenen, mit goldenen Kleestengeln belegten, schwarzen Adlersflug trägt. Die Helmdecken sind blau und golden“. Eine Verwandtschaft zu der aus der Mark Brandenburg stammenden, erst 1891 in den preußischen Adelsstand erhobenen Familie von Lüdemann anderen Wappens ist nicht bekannt.